# Rebecca Spencer
Rebecca Leigh "Becky" Spencer (født 22. februar 1991) er en kvindelig jamaicansk fodboldspiller, der spiller målvogter for engelske Tottenham Hotspur i FA Women's Super League og Jamaicas kvindefodboldlandshold, siden hendes debut i 2021.
Hun har tidligere spiller for franske ASJ Soyaux i Division 1 Féminine, engelske Birmingham City W.F.C., Chelsea, Arsenal og senest West Ham United, før skiftet til Tottenham Hotspur i juni 2019.
Hun fik officielt landsholdsdebut for Jamaica i 2021, efter flere år på de engelsk ungdomslandshold. Hun var desuden indkaldt i 2016, af daværende engelsk landstræner Mark Sampson, til engelske landsholdstrup mod Estland.